# Francesca Di Maggio
Francesca Di Maggio (Lucera, 12 agosto 1987) è un'attrice italiana.

## Biografia
Lucerina, si forma come attrice e doppiatrice studiando con Pino Pellegrino, Rossella Izzo e Giancarlo Giannini. Lavora a teatro e in vari cortometraggi con Rossella Izzo, Federico Moccia e Daniele Costantini. In Un "corto" per un grande prodigio omaggia il santo lucerino San Francesco Antonio Fasani.
Debutta al cinema nel 2015 come protagonista nel film La bugia bianca. Il film è stato distribuito da ASAP Cinema Network nelle sale italiane il 22 ottobre 2015.
Nel 2017 interpreta il ruolo di Helen, nel film horror Acherontia.
Nel 2018, debutta in televisione nella fiction di Rai1 La vita promessa, per la regia di Ricky Tognazzi, nel ruolo della coprotagonista Maria Carrizzo, figlia della protagonista Luisa Ranieri.
Nel 2019 è presente nella fiction di Canale 5 L'amore strappato, per la regia di Ricky Tognazzi e Simona Izzo, nel ruolo della coprotagonista Arianna Macaluso, figlia di Rosa Macaluso, interpretata da Sabrina Ferilli.
Nel febbraio 2020, torna in televisione nella fiction di Rai 1 La vita promessa - Parte Seconda.

## Filmografia

### Cinema
- La bugia bianca, regia di Giovanni Virgilio (2015)[10]
- Acherontia, regia di Francesco De Fazio (2017)[10]

### Televisione
- La vita promessa, regia di Ricky Tognazzi - Serie TV (2018-2020)[10]
- L'amore strappato, regia di Ricky Tognazzi Simona Izzo - Serie TV (2019)[10]
- I bastardi di Pizzofalcone - Serie TV, episodio 4x01 (2023)

### Cortometraggi
- Un giorno qualunque, regia di Rossella Izzo (2012)[10]
- Maledetti da Dio, regia di Rossella Izzo (2012)[10]
- R+G=Cuore, regia di Rossella Izzo (2012)[10]
- Anonymous, regia di Leone Pompucci (2013)[10]
- Appuntamento al buio, regia di Federico Moccia (2013)[10]
- Un "corto" per un grande prodigio, regia di Daniele Costantini (2014)[10]
- Sempre, regia di Guido Di Paolo (2016)[10]
- Il sarto e la sposa, regia di Antonio Petruccelli (2017)[10]
- Come un animale, regia di Antonio Petruccelli (2022)[10]
- La La Sagna, regia di Agostino Di Cio (2023)[11]

### Video musicali
- Marì je t'adore di Luca Rossi (2020)[12]

## Teatro
- Eleuterio e sempre tua, regia di Andrea Monti (2009)[10]
- The Christmas Gospel Choir, regia di S&F (2011-2012)[10]
- Il mio canto libero, regia di S&F (2012)[10]
- Per sempre Freddie, regia di S&F (2012)[10]

## Spot
- #riportiamoacasaleteste, regia di Effetto Kulešov (2019)[13], spot di sensibilizzazione per la raccolta fondi realizzata per riportare a Lucera tre teste appartenenti alla stipe votiva del Salvatore, del III sec. a.C., all'asta a Firenze il 18 dicembre 2019.[14]

## Premi e riconoscimenti
- Premio Miglior attrice per il cortometraggio "La La Sagna" all'AS Film Festival 2023
- Premio Miglior attrice per il cortometraggio "Come un animale" al Voghera Film Fest 2023
- Premio Miglior attrice per il cortometraggio "Come un animale" al Festival Oltre la penultima verità 2023
- Colosseo d’Argento per la Migliore Interpretazione per il cortometraggio "Come un animale" al Roma Film Corto 2022